# Swiss Open Gstaad 2017
Swiss Open Gstaad 2017 — тенісний турнір, що проходив на ґрунтових кортах у місті Гштаад, Швейцарія з 24 липня. Належав до категорії ATP World Tour 250.

## Фінальна частина

### Одиночний розряд
Фабіо Фоніні —  Яннік Ганфманн 6–4, 7–5

### Парний розряд
Олівер Марах /  Філіпп Освальд —  Жонатан Ейссерік /  Франко Шкугор 6–3, 4–6, [10–8]